# Mary Shelley
Mary Shelley, ursprungligen Mary Wollstonecraft Godwin, född 30 augusti 1797 i London, död 1 februari 1851 i samma stad, var en brittisk (engelsk) roman- och novellförfattare som också publicerade dramatik, essäer, biografier och reseskildringar. Hon är mest känd för sin roman Frankenstein: eller den moderne Prometeus (Frankenstein: or The Modern Prometheus) från 1818. Hon var dotter till den politiske filosofen William Godwin och filosofen och feministen Mary Wollstonecraft samt styvsyster till poeten Claire Clairmont. Mary Shelleys far såg till att hon fick en för den tiden mycket god, om än informell, utbildning som präglades av liberala idéer. Hon gifte sig med en av romantikens poeter, Percy Bysshe Shelley. 
1816 tillbringade paret en omtalad sommar vid Genèvesjön i Schweiz tillsammans med Lord Byron, John William Polidori och Claire Clairmont. Där fick Mary idén till romanen Frankenstein. 1818 lämnade paret Shelley Storbritannien och for till Italien, där deras andra och tredje barn dog innan Mary Shelley födde sitt sista och överlevande barn, Percy Florence. 1822 drunknade maken Percy Shelley när hans segelbåt sjönk i en storm i La Spezia-bukten. Ett år senare återvände Mary till England och kom återstoden av sin levnad att ägna sig åt sin sons uppfostran och sin författarkarriär. Hennes sista tio år kom att präglas av sjukdom, troligen orsakad av en hjärntumör som också kom att orsaka hennes död vid 53 års ålder.
Fram till 1970-talet var romanen Frankenstein, samt hennes ansträngningar för att bevara och publicera sin avlidne makes verk, praktiskt taget det enda Mary Shelley uppmärksammades för. Senare års forskning har dock bidragit till en mer omfattande och utvecklad syn på Mary Shelleys livsverk. Det akademiska intresset för hennes övriga romaner har tilltagit; bland annat har man studerat hennes historiska romaner Valperga (utgiven år 1823) och The Fortunes of Perkin Warbeck (utgiven år 1830), den apokalyptiska romanen The Last Man (utgiven år 1826), och hennes sista två romaner Lodore (utgiven år 1835) och Falkner (utgiven år 1837). Studier av hennes mindre välbekanta verk såsom reseberättelsen Rambles in Germany and Italy (utgiven år 1844) och de biografiska artiklar hon skrev för Dionysius Lardners Lives of the Most Eminent Literary and Scientific Men, Lardner's Cabinet Cyclopaedia (mellan åren 1829–1846) har givit stöd åt åsikten att Mary Shelley förblev politiskt radikal hela sitt liv. Hon återkom ofta till grundtesen att samarbete och sympati, särskilt i de former kvinnor applicerar på sitt arbete med hem och familj, borde vara de metoder man skulle använda för att förändra och förbättra det civila samhället. Denna ståndpunkt var en direkt utmaning mot den individualistiska livssyn som romantiken stod för och som upphöjdes av Percy Shelley, och av upplysningens politiska teorier som framförts av hennes far, William Godwin.

## Biografi

### Barndom och uppväxt

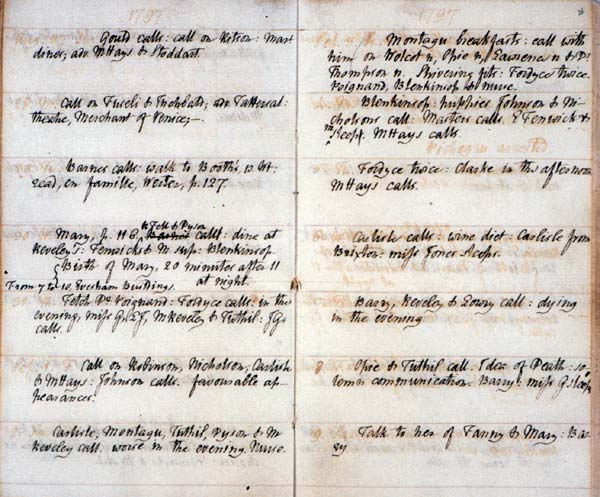
En prydligt handskriven sida ur William Godwins dagbok, där han skrivit "Mary föddes, 20 minuter över 11 på kvällen". (Vänstra spalten, fjärde raden)

Mary Shelley föddes i Somers Town i London, år 1797 och hette då Mary Wollstonecraft Godwin. Hon var den politiske filosofen, författaren och journalisten William Godwins första och den feministiska filosofen Mary Wollstonecrafts andra barn. Modern dog i barnsängsfeber tio dagar efter Marys födelse. Godwin lämnades därmed ensam att uppfostra Mary och hennes äldre halvsyster Fanny Imlay, Wollstonecrafts barn med den amerikanske prospektören Gilbert Imlay. Ett år efter Wollstonecrafts död gav Godwin ut verket Memoirs of the Author of A Vindication of the Rights of Woman (1798), som var avsedd att vara en uppriktig och känslosam hyllning till hans avlidna hustru. Istället väckte boken skandal, då han i den avslöjar att Wollstonecraft haft en kärleksaffär utan att vara gift och dessutom fött ett utomäktenskapligt barn. Mary fick dock läsa boken och lärde sig under sin barndom att vårda minnet efter sin mor.
Marys tidiga barndom var lycklig att döma av de brev William Godwins hushållerska och barnjungfru Louisa Jones skrev. Godwin var dock ofta djupt skuldsatt, och då han upplevde att det var svårt att uppfostra två flickor på egen hand började han se sig om efter en ny hustru. I december 1801 gifte han om sig med Mary Jane Clairmont, en välutbildad kvinna som hade två egna barn, Charles och Claire.  De flesta av Godwins vänner ogillade hans nya hustru och har beskrivit henne som grälsjuk, omogen, ful och ilsken. Godwin var dock sin hustru mycket tillgiven och äktenskapet var lyckligt. Mary, å andra sidan, kom att avsky sin styvmor.  C. Kegan Paul som skrev en biografi över William Godwin på 1800-talet antyder att styvmodern på klassiskt manér favoriserat sina egna barn på Marys bekostnad.
Tillsammans bestämde sig paret Godwin för att starta förlaget M. J. Godwin, som även sålde barnböcker, kartor, skrivmateriel och spel. Emellertid blev företaget ett misslyckande och Godwin tvingades ta stora lån för att kunna hålla företaget flytande. Han tog också nya lån för att kunna betala tillbaka gamla skulder, vilket bidrog till familjens växande ekonomiska problem. 1809 var Godwins företag nära konkurs, och själv stod han "på förtvivlans rand". Godwin slapp hamna på gäldstuga tack vare bidrag från filosofiska supportrar och meningsfränder såsom  Francis Place, som hjälpte honom genom att låna ut mer pengar.

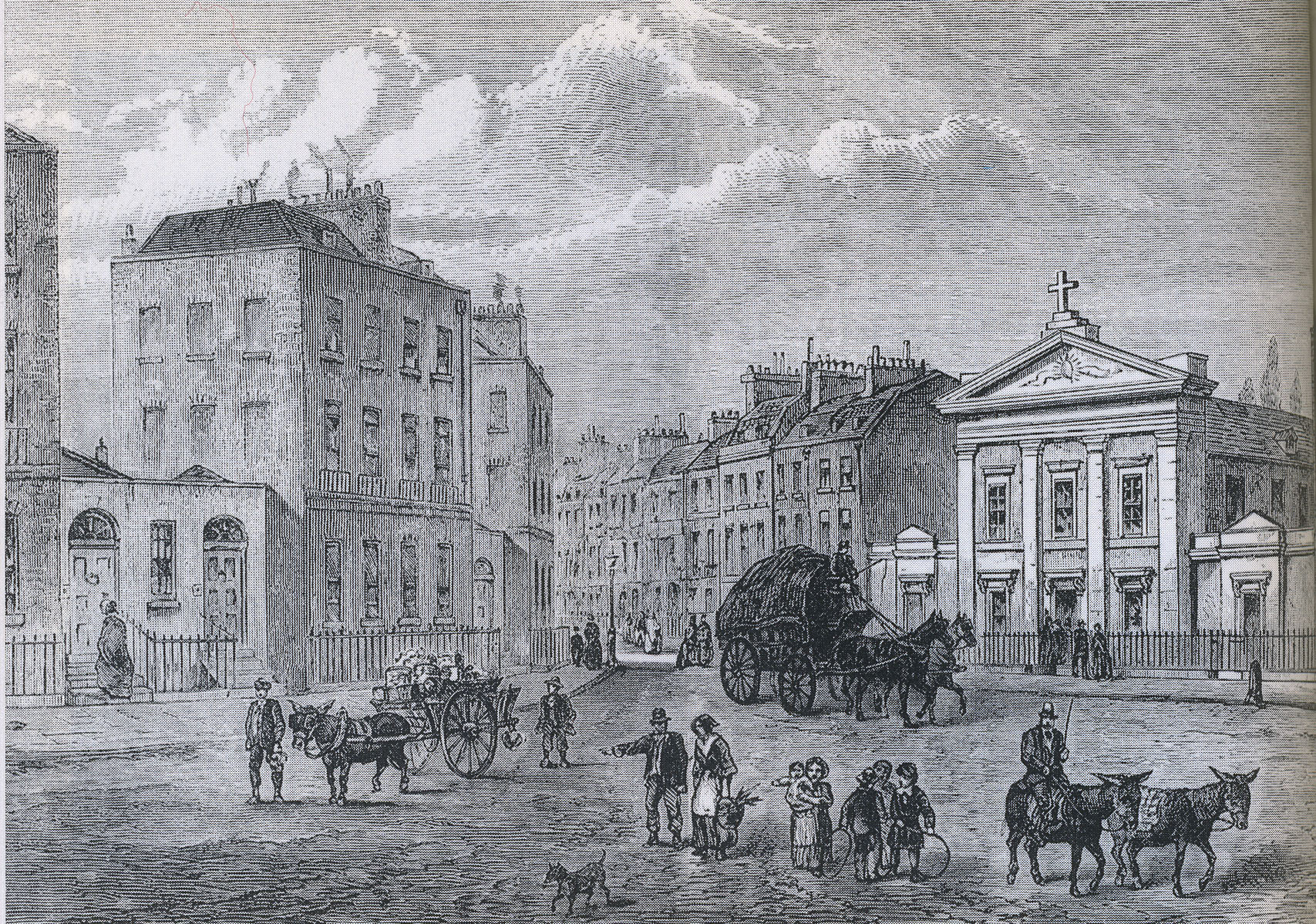
Polygonen i Somers Town, London, mellan Camden Town och St Pancras, där Mary Godwin föddes och växte upp. Gravyr från 1850 av Joseph Swain.

Mary Godwin fick bara en försumbar formell utbildning, men hennes far undervisade henne i en mängd olika ämnen. Han tog med sig barnen på små utflykter i studiesyfte, och de hade tillgång till hans mycket omfattande bibliotek. De tilläts även lyssna på, och samtala med, de många intellektuella besökare fadern mottog i hemmet, till exempel den romantiske poeten Samuel Taylor Coleridge och USA:s tidigare vice-president Aaron Burr. Godwin medgav att han inte följde Mary Wollstonecrafts anvisningar för fostran och utbildning, så som hon beskrivit dem i A Vindication of the Rights of Woman (1792) men Mary Godwin fick trots detta en mycket avancerad och ovanlig utbildning med tidens mått mätt och med tanke på hennes kön. Hon hade en guvernant, en informator, och läste flera av sin fars böcker om romersk och grekisk historia innan de gick i tryck. År 1811 tillbringade hon även sex månader på en internatskola i Ramsgate. När hon var 15 år gammal beskrev hennes far henne som "anmärkningsvärt framåt, något påstridig, och väldigt intelligent. Hennes kunskapstörst är stor, och hennes uthållighet i allt hon tar sig för är i det närmaste oövervinnerlig."
I juni 1812 sände Marys far henne för att bo hos den radikale filosofen William Baxter och hans familj i närheten av Dundee i Skottland. Baxter hade gjort sig känd för sina avvikande åsikter kring religion. Godwin skrev till Baxter: "Jag är angelägen om att hon ska uppfostras...som en filosof, ja till och med som en cyniker". Forskare har föreslagit att det även kan ha funnits hälsomässiga skäl till att Mary skickades på denna resa, kanske ville hennes föräldrar att hon skulle komma bort från familjens ekonomiska problem. Syftet kan även ha varit att introducera henne för radikala, politiska, idéer. Mary Godwin njöt av de vida omgivningarna kring Baxters hus och av umgänget med hans fyra döttrar. År 1813 återvände hon och tillbringade ytterligare tio månader hos familjen. I förordet till Frankenstein år 1831 skriver hon: "Jag skrev då – men i en mycket alldaglig stil. Det var under träden på markerna kring huset, eller på de trädlösa bergens kala sluttningar i närheten, som min verkliga stil, min fantasis luftiga flykt, föddes och utvecklades".

### Percy Bysshe Shelley

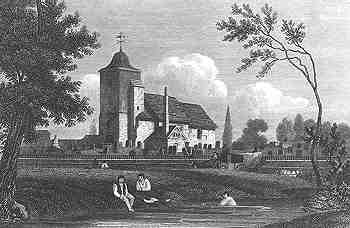
Den 26 juni förklarade Mary sin kärlek till Percy bredvid sin mors grav vid St Pancras Old Church. Gravyr från 1815 av okänd konstnär.

Mary Godwin träffade antagligen den radikale poeten och filosofen Percy Bysshe Shelley för första gången under perioden mellan hennes två vistelser i Skottland. När hon kom hem för andra gången hade Percy Shelley separerat från sin hustru Harriet Shelley och blivit en regelbunden besökare hos Godwin. Han lovade hjälpa Godwin med hans skulder. Percy Shelleys politiska radikalism, i synnerhet hans åsikter om ekonomi som han hade hämtat från Godwins Political Justice (utgiven 1793), hade lett till att han kommit på kant med sin förmögna, aristokratiska familj. De ville att han skulle forma sitt liv efter de normer som gällde för medlemmar av den besuttna adeln, medan han själv ville använda sin förmögenhet till att hjälpa nödställda. Percy Shelley hade därför problem med att komma åt pengar, till dess han kunde tillträda sitt arv, då hans familj ville förhindra att han slösade bort medlen på att försöka komma till rätta med "politiska orättvisor". Efter att under flera månader ha lovat att hjälpa Godwin tillkännagav Shelley till slut att han inte kunde, eller inte ville, betala samtliga Godwins skulder. Godwin upplevde detta som ett svek och blev mycket arg.
Mary och Percy började träffas i hemlighet vid Mary Wollstonecrafts grav på kyrkogården vid St Pancras Old Church och de blev förälskade; hon var nästan 17 år, han var nästan 22. Till Marys stora besvikelse var hennes far emot förhållandet, som han gjorde allt för att försöka avbryta och därmed rädda dotterns "ofläckade rykte". Detta var vid samma tid som Godwin slutligen fick veta att Shelley inte ämnade betala hans skulder. Mary, som senare skrev och berättade om sitt "överdrivna och romantiska förhållande till min far", förvirrades av hans uppträdande. Hon betraktade Percy Shelley som ett förkroppsligande av sina föräldrars liberala, reformivrande, idéer, i synnerhet Godwins åsikt att äktenskapet var ett hindrande monopol, en åsikt han hade förfäktat i Political Justice, men sedan tagit avstånd ifrån. Den 28 juli begav sig paret i hemlighet till Frankrike, och de tog med sig Marys styvsyster Claire. Percys gravida hustru lämnades dock kvar.
Efter att ha övertygat sin styvmor som förföljt dem till Calais att de inte ämnade återvända reste systrarna och Shelley till Paris, och sedan vidare genom det av krig härjade Frankrike till Schweiz. De fick använda sig av de transportmedel som stod till buds, allt från vagn, till åsnor och mulor. "Det var som att befinna sig i en roman, en förkroppsligad romantisk berättelse", erinrade sig Mary Shelley resan år 1826." Medan de reste läste Mary och Percy verk av Mary Wollstonecraft och andra, de skrev en gemensam dagbok och fortsatte även med sina egna författargärningar. I Luzern tvingades de av brist på pengar att vända tillbaka. De färdades på Rhen och fortsatte sedan landvägen till den holländska hamnstaden Maassluis och anlände till Gravesend i Kent den 13 september 1814.

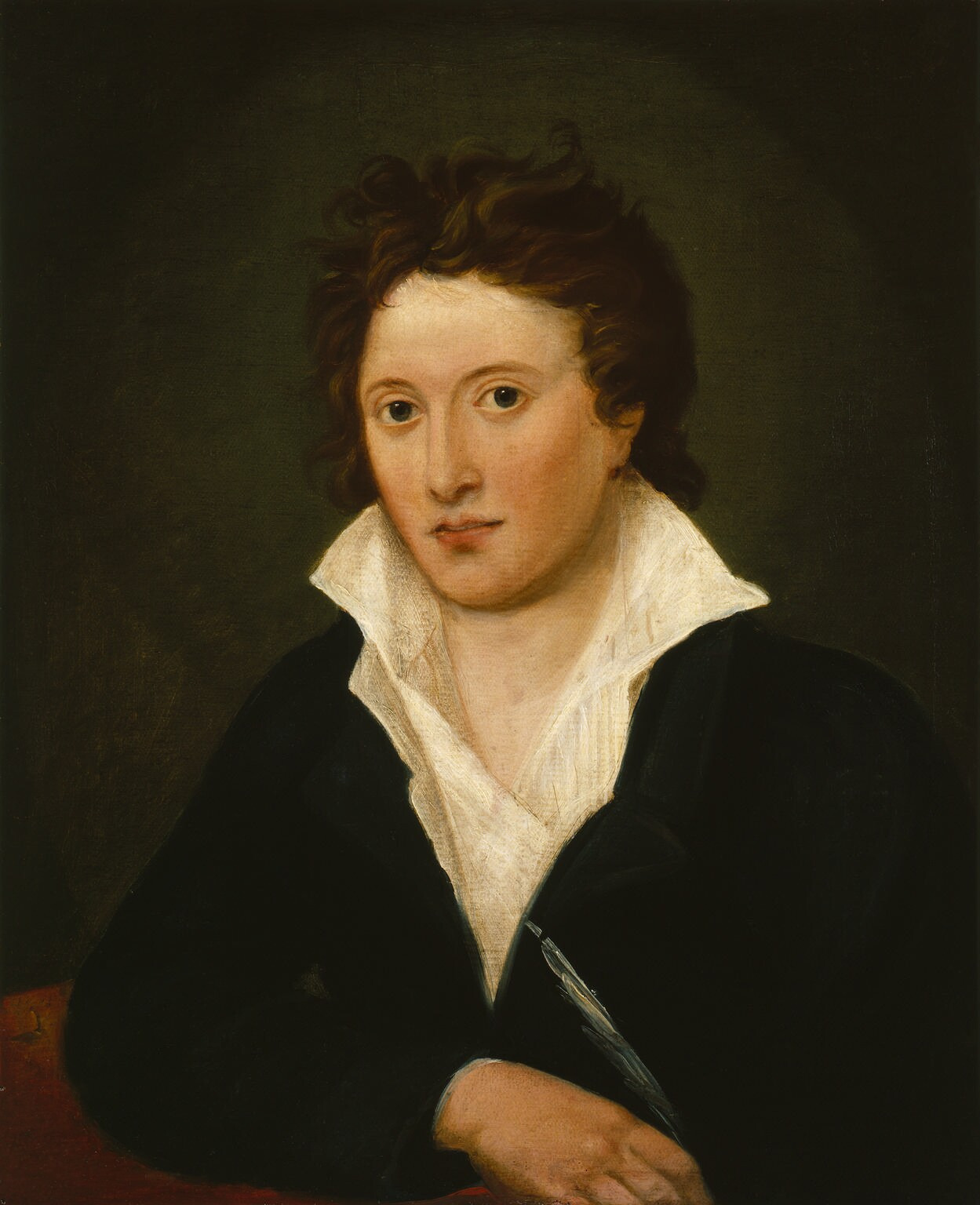
Percy Bysshe Shelley inspirerades av Godwins radikala idéer, särskilt av verket Political Justice (från 1793). (Porträtt av Amelia Curran, 1819.)

Den situation som väntade Mary Godwin när hon återvände till England var full av komplikationer, även sådana hon inte kunnat förutse. Antingen före eller under resan hade hon blivit gravid. Hon och Percy stod nu utan medel att kunna försörja sig själva, och till Marys förvåning vägrade hennes far att hjälpa dem eller ens ha något med dem att göra. Paret flyttade in i ett par anspråkslösa hyresrum i Somers Town, och senare flyttade de till liknande rum vid Nelson Square. De fortsatte att läsa och skriva lika mycket som tidigare, och de besöktes ofta av Shelleys vänner, till exempel Thomas Jefferson Hogg och författaren Thomas Love Peacock. Ibland tvingades Percy Shelley att lämna hemmet för att gömma sig undan från sina långivare. Parets förtvivlade brev till varandra vid dessa tillfällen visar hur smärtsamt det var för dem att vara åtskilda.
Gravid och vid dålig hälsa tvingades Mary att uthärda Percys lycka då hans hustru Harriet födde honom en son sent år 1814 samt det faktum att han ofta åkte ensam på utflykter med Claire när Mary var för svag för att följa med. Hon tröstades en smula av att få besök av Hogg, som hon till en början tyckt illa om men som sedan blev en nära vän. Det förefaller som om Percy Shelley ville att Mary Godwin och Hogg skulle ha en relation. Mary avvisade inte denna idé, eftersom hon principiellt var för den fria kärleken. I praktiken var det dock så att hon enbart älskade Percy Shelley och hon gick aldrig längre än till en oskyldig flört med Hogg. Den 22 februari, två månader för tidigt, födde Mary en dotter som man inte trodde skulle överleva. Den 6 mars skrev hon till Hogg:
"Min käre Hogg, min baby är död – kan du komma och hälsa på mig så snart som möjligt. Jag längtar efter att få träffa dig – den mådde alldeles bra när jag gick och lade mig – jag vaknade på natten för att amma den, den verkade "sova" så stilla att jag inte ville väcka den. Den var död redan då, men "det" upptäckte vi inte förrän på morgonen – det ser ut som om den dog av kramper att döma av utseendet – Kan du komma – du är en så lugn varelse & Shelley är rädd att jag ska få feber på grund av bröstmjölken – för jag är inte längre en mor nu". (My dearest Hogg my baby is dead—will you come to see me as soon as you can. I wish to see you—It was perfectly well when I went to bed—I awoke in the night to give it suck it appeared to be sleeping so quietly that I would not awake it. It was dead then, but we did not find that out till morning—from its appearance it evidently died of convulsions—Will you come—you are so calm a creature & Shelley is afraid of a fever from the milk—for I am no longer a mother now.)
Som en följd av förlusten av barnet drabbades Mary Godwin av en akut depression. Till sommaren hade hon dock åter blivit gravid och hon repade sig då. Percy Shelleys ekonomi förbättrades dramatiskt då hans farfar,  Sir Bysshe Shelley, dog och efterlämnade ett arv åt Percy. Paret åkte till Torquay på semester, och hyrde sig sedan ett tvåvåningshus i Bishopsgate, vid kanten av Windsor Great Park.  Man vet ganska lite om denna period av Marys liv, då hennes dagbok från maj 1815 till juli 1816 gått förlorad. Det var i Bishopsgate som Percy skrev sin dikt Alastor, or The Spirit of Solitude, och den 24 januari 1816 födde Mary honom en andra son, William, som uppkallades efter hennes far men snart fick smeknamnet Willmouse. I sin roman The Last Man beskriver hon senare Windsor som en "Edens lustgård".

### Genèvesjön ochFrankenstein

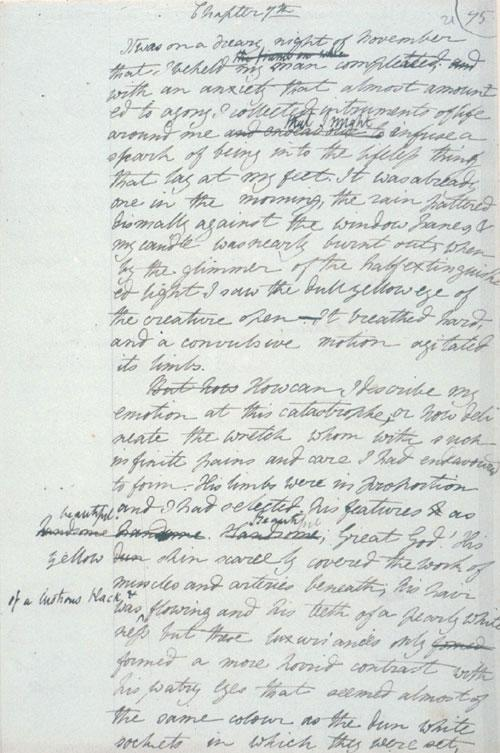
Utkast till romanen Frankenstein.

I maj 1816 reste Mary Godwin, Percy Shelley och deras son till Genève tillsammans med Claire. De planerade att tillbringa sommaren hos poeten  Lord Byron, som nyligen hade haft en affär med Claire, vilket lett till att hon var gravid. Följet anlände till Genève den 14 maj 1816. Mary kallade sig under resan "Mrs Shelley". Byron anslöt sig till sällskapet den 25 maj tillsammans med sin unge läkare John Polidori och hyrde sig ett hus, Villa Diodati, i närheten av Genèvesjön. Percy Shelley ett mindre hus, Maison Chapuis, vid stranden i närheten. De ägnade sig åt att skriva, ro på sjön och samtala till långt ut på nätterna.
"Det visade sig bli en blöt och otrevlig sommar", erinrade sig Mary Shelley år 1831, "och ihållande regn tvingade oss ofta att stanna inomhus flera dagar i sträck".("It proved a wet, ungenial summer", Mary Shelley remembered in 1831, "and incessant rain often confined us for days to the house") Sällskapet ägnade sig sådana dagar åt att samtala, bland annat diskuterade man naturfilosofen Erasmus Darwin experiment på 1700-talet som sades ha lett till att han kunnat ge "liv" åt död materia. Man talade även om huruvida det kunde bli möjligt att återge livet till någon som avlidit. medan de satt kring brasan i Byrons villa roade sig sällskapet även med att läsa tyska spökhistorier, vilket föranledde Byron att föreslå att de var och en skulle försöka sig på att skriva en egen historia på ett övernaturligt tema. Strax därefter, i en sorts vakendröm, fick Mary Godwin uppslaget till Frankenstein.
"Jag såg den bleke man som studerat de oheliga konsterna böja knä bredvid den tingest han skapat. Jag såg den ohyggliga skepnaden av en man som låg utsträckt, och sedan, med hjälp av någon mäktig maskin, började skepnaden vakna till liv och röra sig med en obekväm, halvt levande, rörelse. Skrämmande var det, för överlägset skrämmande skulle resultatet bli om någon människa skulle företa sig att håna Skaparens fantastiska plan." ("I saw the pale student of unhallowed arts kneeling beside the thing he had put together. I saw the hideous phantasm of a man stretched out, and then, on the working of some powerful engine, show signs of life, and stir with an uneasy, half vital motion. Frightful must it be; for supremely frightful would be the effect of any human endeavour to mock the stupendous mechanism of the Creator of the world.")
Hon började skriva på vad hon inledningsvis trodde skulle bli en novell. Tack vare uppmuntran från Percy Shelley valde hon sedan att utarbeta texten till sin första roman, Frankenstein: eller den moderne Prometeus, utgiven år 1818. Hon beskrev senare den där sommaren i Schweiz som det tillfälle i livet då "jag lämnade barndomen och steg ut i livet".

### Bath och Marlow
När de återvände till England i september flyttade Mary och Percy, tillsammans med Claire som skaffade sig rum i närheten, till Bath där de hoppades att det skulle vara möjligt att hemlighålla Claires graviditet. I Schweiz hade Mary fått två brev från sin halvsyster Fanny Imlay, som skrev om hur olycklig hon var. Den 9 oktober skrev Fanny ett oroväckande brev från Bristol, vilket fick Percy Shelley att ge sig iväg och leta efter henne, utan framgång. På morgonen den 10 oktober hittades Fanny Imlay död i ett hotellrum i  Swansea med ett självmordsbrev och en tom flaska laudanum. Den 10 december hittades Percys hustru Harriet drunknad i en sjö i Hyde Park. Båda dessa självmord tystades ner. Harriets familj försökte förhindra att Percy, uppmuntrad av Mary Godwin, skulle få vårdnaden av hans två barn med Harriet. Hans advokater rådde honom att gifta sig, då detta skulle förstärka hans ställning i vårdnadstvisten, så Percy och Mary, som var gravid igen, gifte sig den 30 december 1816 i St Mildred's Church, London. Mr och Mrs Godwin var där vid vigseln, vilket satte punkt för familjekonflikten.
Den 13 januari födde Claire en flicka som först fick namnet Alba, men som senare döptes till Allegra. I mars samma år kom domen att Percy Shelley ansågs vara moraliskt inkompetent att ha hand om sina två barn, och de placerades i stället i fosterhem hos en prästfamilj. I mars flyttade också paret Shelley tillsammans med Claire och Alba till Albion House i Marlow, Buckinghamshire, ett stort, fuktigt hus vid Themsen. Här födde Mary sitt tredje barn, Clara, den 2 september. I Marlow umgicks de med nya vänner, skrev och diskuterade politik.
I början av sommaren 1817 skrev Mary Shelley färdigt Frankenstein, som publicerades anonymt i januari 1818 och av vissa kritiker betraktas som den första science fiction-romanen. Kritikerna och allmänheten utgick från att det var Percy Shelley som var författaren då han skrivit förordet och boken var dedicerad till hans politiske hjälte William Godwin. I Marlow ägnade sig Mary även åt att bearbeta dagböckerna från parets resa till kontinenten år 1814 och hon lade även till material som skrivits i Schweiz år 1816 samt Percys dikt Mont Blanc. Arbetet resulterade i History of a Six Weeks' Tour, som publicerades 1817. Den hösten tvingades Percy Shelley bo borta från hemmet långa perioder, då han hotades att hamna på gäldstuga på grund av sina många och stora skulder. Som en följd av detta, och att paret båda led av dålig hälsa, samt att man riskerade att förlora vårdnaden om de gemensamma barnen beslutade Mary och Percy sig för att lämna England och flytta till Italien den 12 mars 1818. De tog med sig Claire och Alba, och hade aldrig för avsikt att återvända.

### Italien

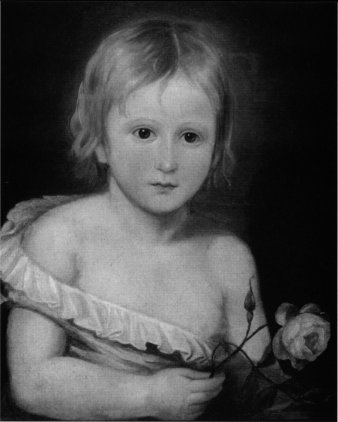
William "Willmouse" Shelley, målad strax före hans död år 1819 (porträtt av Amelia Curran)

Bland det första sällskapet gjorde när de anlänt till Italien var att lämna över Alba till hennes far, Byron, som lovat att ta hand om henne om Claire i gengäld lovade i fortsättningen hålla sig borta från henne. Percy, Mary och Claire reste sedan omkring mållöst utan att slå sig ner någonstans. Under tiden samlade de på sig nya vänner och bekanta, som ofta flyttade med dem. Paret ägnade sig åt att skriva, läsa, titta på sevärdheter och umgås. Det italienska äventyret fördärvades dock för Mary då båda hennes barn dog, Clara i september 1818 i Venedig och William i juni 1819 i Rom. Dessa förluster fick till följd att Mary drabbades av en svår depression, vilket i sin tur innebar att hon och Percy kom ifrån varandra. Percy skrev i sin anteckningsbok:
My dearest Mary, wherefore hast thou gone,
And left me in this dreary world alone?
Thy form is here indeed—a lovely one—
But thou art fled, gone down a dreary road
That leads to Sorrow’s most obscure abode.
For thine own sake I cannot follow thee
Do thou return for mine.
(Min älskade Mary, varför har du lämnat mig alldeles ensam i denna trista värld? Din skepnad är här, och den är vacker, men du har flytt, gett dig av längs en trist väg som leder till Sorgens mest undangömda boning. För din egen skull kan jag inte följa dig, vill du återvända för min.)
För en tid fann Mary tröst i sitt skrivande. Hennes fjärde barn Percy Florence Shelleys födelse var det som slutligen ryckte upp henne ur depressionen. Hon vårdade dock minnet av sina döda barn resten av sitt liv.
Italien försåg paret Shelley, Byron och andra kulturpersonligheter i exil med en politisk frihet som inte var tillgänglig hemma i England. Trots att hon kom att associera Italien med personliga förluster, så betraktade Mary Shelley Italien som "ett land som minnet återgav som ett paradis". Deras år i Italien var en tid av intensiv intellektuell och kreativ verksamhet för både Mary och Percy. Medan Percy skrev en serie av sina mest framstående dikter, ägnade sig Mary åt att skriva den självbiografiska romanen Matilda, den historiska romanen Valperga samt pjäserna Proserpine och Midas. Mary skrev Valperga för att kunna hjälpa sin far ekonomiskt, då han åter hade svåra finansiella problem, och Percy fortfarande vägrade hjälpa honom Hon led ofta av sjukdomar och depressioner. Hon var också tvungen att stå ut med Percys intresse för andra kvinnor. Då Mary Shelley delade hans åsikt att äktenskapet inte borde innebära ett monopol, så ägnade hon sig åt att bygga upp relationer till männen och kvinnorna i deras bekantskapskrets. Hon blev särskilt förtjust i den grekiske revolutionären prins Alexander Mavrocordatos.
I december 1818 färdades paret Shelley söderut till Neapel, där de stannade i tre månader tillsammans med Claire. Under denna tid tog de bara emot en besökare, en läkare. År 1820 utsattes de för anklagelser och hotelser från två tidigare anställda, Paolo och Elise Foggi, som Percy hade avskedat i Neapel strax efter att paret Foggi hade gift sig. Paret Foggi avslöjade att Percy Shelley den 27 februari 1819 i Neapel hade registrerat att Mary hade fött honom ett barn, en flicka vid namn Elena Adelaide Shelley. Paret Foggi hävdade dock att det var Claire som var barnets mor.  I biografier har det framkommit olika teorier kring detta: att Percy Shelley beslutat sig för att adoptera ett barn, att barnet var hans och Claires eller hans och Elises eller någon annan kvinnas eller till och med att barnet skulle ha varit Elises och Lord Byrons. Mary Shelley hävdade bestämt att hon hade vetat om Claire varit gravid, men det är osäkert hur mycket hon faktiskt visste. Händelserna i Neapel en stad Mary senare kallade ett paradis bebott av djävlar,The events in Naples, förblir höljda i dunkel. Det enda som är säkert är att Mary inte var barnets mor. Elena Adelaide Shelley dog i Neapel den 9 juni 1820.

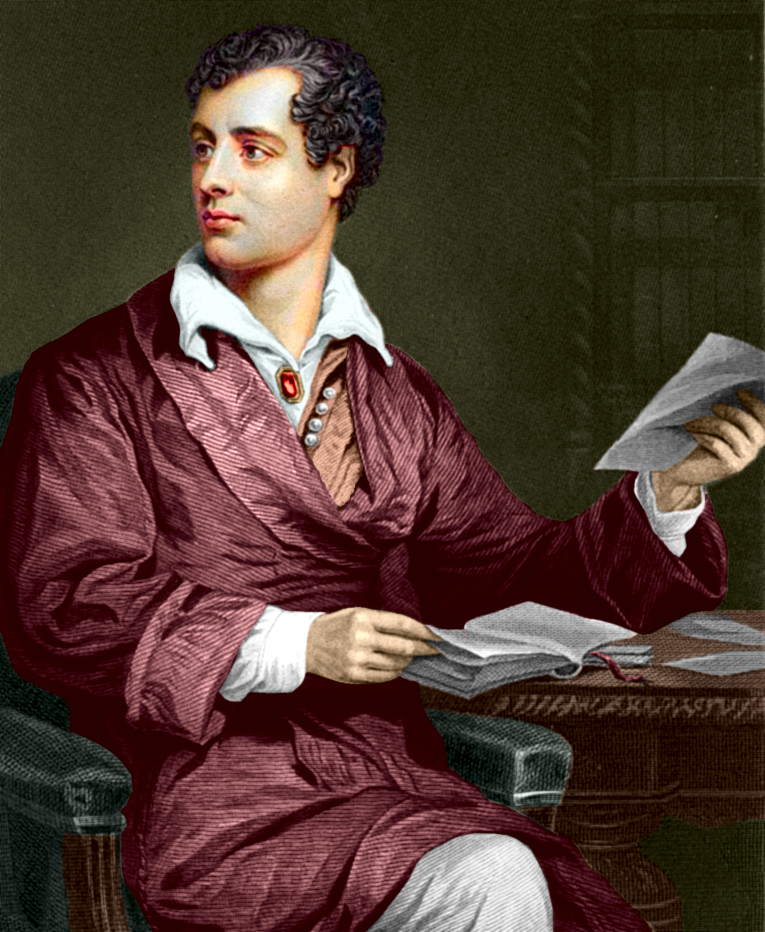
Lord Byron, Claires älskare. Färglagd gravyr efter original av okänd konstnär.

Sommaren 1822 flyttade en gravid Mary tillsammans med Percy, Claire och vännerna Edward och Jane Williams till det ensligt belägna huset Villa Magni, nära San Terenzo. När de slagit sig ner där fick Percy till Claire frambringa den sorgliga nyheten att hennes dotter Allegra hade avlidit i tyfus i ett kloster i Bagnacavallo. Mary Shelley vantrivdes i den trånga och isolerade Villa Magni, som hon kom att betrakta som en fängelsehåla. Den 16 juni drabbades hon av ett missfall, vilket orsakade henne sådana blodförluster att hon nästan avled. Hellre än att invänta läkarhjälp placerade Percy henne i ett badkar fullt med is för att hämma blodflödet. Denna handling fick han senare veta av en läkare räddade hennes liv. Förhållandet mellan makarna var inte bra denna sommar, och Percy tillbringade vanligtvis mycket mer tid med Jane Williams än med sin deprimerade och sjukliga hustru. De flesta av de dikter han skrev i San Terenzo är riktade till Jane, inte till Mary.
Att de bodde nära kusten tillät Percy Shelley och Edward Williams möjligheten att njuta av den "perfekta sommarleksaken" – en ny segelbåt. Båten hade byggts av Daniel Roberts and Edward Trelawny, som tillhörde Byrons beundrare och hade anslutit sig till sällskapet i januari 1822. Den 1 juli 1822 gav sig Percy Shelley, Edward Williams, och Daniel Roberts ut på en segeltur söderut till kusten utanför Livorno. Där diskuterade Percy Shelley, Byron och Leigh Hunt möjligheten att ge ut en radikal tidskrift som de tänkte kalla The Liberal. Den 8 juli gav sig Shelley och Edward Williams iväg för att segla hem igen, tillsammans med en 18-årig skeppshand vid namn Charles Vivian. De kom aldrig fram. Ett brev anlände till Villa Magni från Hunt till Percy Shelley, daterat den 8 juli, där det stod, "vänligen skriv till oss och berätta hur hemresan gick, för det sägs att vädret var dåligt så vi är oroliga". "papperet föll ur mina händer" berättade Mary senare för en vän, "Jag började skaka i hela kroppen".  Hon och Jane Williams skyndade sig desperat till Livorno och vidare till Pisa i det svaga hoppet att deras makar fortfarande skulle vara vid liv. Tio dagar efter stormen spolades tre kroppar upp vid kusten utanför   Viareggio, halvvägs mellan Livorno och Lerici. Trelawny, Byron och Hunt kremerade sedan Percy Shelleys lik på stranden i Viareggio.

### Återkomst till England och författarkarriär
"Frankenstein is the most wonderful work to have been written at twenty years of age that I ever heard of. You are now five and twenty. And, most fortunately, you have pursued a course of reading, and cultivated your mind in a manner the most admirably adapted to make you a great and successful author. If you cannot be independent, who should be?"
– William Godwin till Mary Shelley
Efter sin makes död bodde Mary Shelley i ett år hos Leigh Hunt och hans familj i Genua. Här träffade hon ofta Byron och hon hjälpte till att skriva rent hans dikter. Hon beslutade sig för att försöka försörja sig själv och sin son med sitt skrivande, men hon hade det mycket svårt ekonomiskt. Den 23 juli 1823 lämnade hon Genua och återvände till England där hon flyttade in hos sin far och styvmor i deras hus vid the Strand, tills hon fick lite pengar av sin svärfar som tillät henne att hyra ett eget hem i närheten. Sir Timothy Shelley hade först gått med på att ge ett underhåll till sin sonson Percy Florence enbart på villkor att denne lämnades över till en utsedd vårdnadshavare. Detta hade Mary Shelley vägrat att gå med på. Hon lyckades istället få Sir Timothy att betala ut ett mindre, årligt, underhåll, som skulle betalas tillbaka när pojken blev myndig och fick tillträda sitt arv. Sir Timothy vägrade hela sitt liv att sammanträffa med Mary och samtalade bara med henne genom advokater. Mary Shelley sysselsatte sig med att sammanställa sin makes poesi för utgivning, men oro för sonen begränsade hennes handlingsutrymme. Sir Timothy hotade med att upphöra med utbetalningarna om hon lät publicera något biografiskt material om sonen. År 1826 blev Percy Florence juridisk arvtagare till familjen Shelleys egendomar då Charles Shelley, faderns son med Harriet Shelley, avled. Sir Timothy höjde då underhållet till Mary från £00 pund om året till 250 pund, men han fortsatte att göra livet svårt för henne. Mary Shelley njöt av det intellektuella umgänge som William Godwin höll sig med, men fattigdom hindrade henne från att umgås i den utsträckning hon hade önskat. Delar av samhället uteslöt henne också fortfarande ur gemenskapen då de inte kunnat förlika sig med hennes förhållande med Percy Shelley.
Sommaren 1824 flyttade Mary Shelley till  Kentish Town i norra London för att kunna vara nära vännen Jane Williams. Det är möjligt att hon var, som Muriel Spark skriver i sin biografi över Mary "lite kär" i Jane. Jane gjorde henne senare mycket besviken genom att sprida ryktet att Percy föredragit henne framför Mary, då Mary varit en undermålig hustru åt honom. Det var ungefär vid denna tid som Mary skrev sin roman The Last Man (1826), och hon ägnade också tid åt att hjälpa vänner som skrev biografiskt material om Byron och Shelley; hon hade alltså redan inlett sin strävan att bidra till sin avlidne makes odödlighet. Hon träffade också en amerikansk skådespelare vid namn John Howard Payne och hon fascinerades av den amerikanske författaren Washington Irving. Payne förälskade sig i henne och 1826 friade han till henne. Hon svarade nej med motiveringen att efter att ha varit gift med ett geni kunde hon bara tänka sig att gifta om sig med ett annat. Payne accepterade avslaget och försökte sedan utan framgång förmå sin vän Irving att också fria till henne. Mary Shelley kände till detta, men det är osäkert om hon tog planen på allvar.

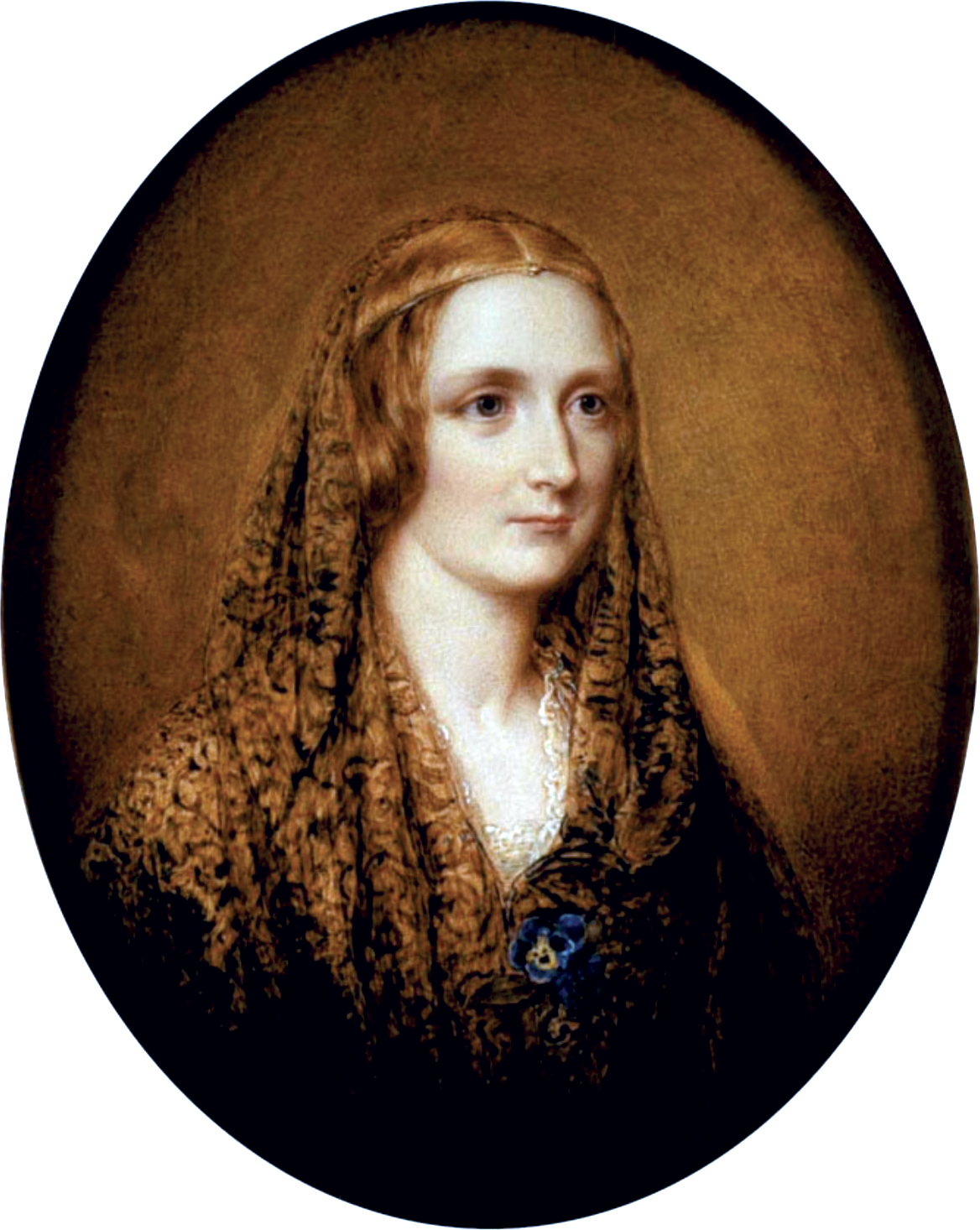
Reginald Eastons bild av Mary ska ha ritats med hennes dödsmask som förebild.

År 1827 var Mary Shelley med och utarbetade en plan som skulle tillåta hennes vänner Isabel Robinson och Isabels älskarinna Mary Diana Dods, som var författare under pseudonymen David Lyndsay, att rymma och bygga upp ett liv tillsammans i Frankrike som man och hustru. Med Paynes hjälp kunde Mary Shelley skaffa fram falska pass till de båda älskande. År 1828 smittades Mary av smittkoppor när hon besökte dem i Paris. Flera veckor senare var hon återställd, men sjukdomen hade berövat henne hennes skönhet, trots att hon inte hade fått de fruktansvärda ärr i ansiktet som var vanligt.
Under perioden 1827–40 var Mary Shelley upptagen med sitt arbete som författare och utgivare av sin mans skrifter. Hon skrev romanerna Perkin Warbeck (1830), Lodore (1835), och Falkner (1837). Hon skrev också artiklar i tidskrifter för damer. Hon hjälpte fortfarande sin far ekonomiskt, och de hjälpte varande med att finna förläggare. År 1830 sålde hon rättigheterna till en ny utgåva av Frankenstein för 60 pund till Henry Colburn och Richard Bentley. När hennes far dog vid 80 års ålder 1836 började hon arbetet med att sammanställa hans memoarer och brev för utgivning, vilket han hade begärt i sitt testamente. Två år senare övergav hon dock detta projekt. Hon lade också ner mycket tid på att propagera för sin makes poesi genom att utarbeta reklamkampanjer och referera till hans verk i sina egna texter. År 1837 var Percy Shelleys verk redan välkända och väckte allt större beundran. Sommaren 1838 föreslog förläggaren Edward Moxon som bland annat gav ut  Alfred Lord Tennysons poesi och som var svärson till författaren Charles Lamb, att man skulle ge ut en utgåva med Percy Shelleys samlade verk. Mary fick 500 pund för att utarbeta denna sammanställning som gavs ut under titeln Poetical Works (1838). Sir Timothy insisterade på att utgåvan inte fick innehålla någon biografi, ett problem Mary lyckades lösa genom att inkludera biografiskt material i kommentarerna till dikterna.
Mary Shelley var även fortsättningsvis försiktig med att bilda nya relationer. År 1828 mötte hon och flörtade med, den franske författaren  Prosper Mérimée, men det enda brev som är bevarat från Mary till honom verkar vara ett avvisande. Hon blev förtjust när hennes gamle vän från Italien, Edward Trelawny, återvände till England och i brev skämtade de om att gifta sig. De blev dock osams över ett förslag till biografi över Percy som han hade, och som Mary inte ville stödja. Vaga kommentarer i hennes dagbok under 1830-talet tyder på att Mary hyste känslor för den radikale politikern Aubrey Beauclerk, som kanske gjorde henne besviken då han två gånger gifte sig med andra kvinnor.
Mary Shelleys största uppgift under dessa år var dock enligt hennes egen mening att ta hand om sonen, Percy Florence. Hon respekterade sin avlidne makes önskan att hans son skulle gå på en internatskola, och med sir Timothys motvilliga hjälp lyckades hon få honom antagen till Harrow School. För att slippa betala inackorderingsavgifter flyttade hon till Harrow on the Hill så att Percy Florence skulle kunna få sin utbildning som dagelev. Trots att Percy sedan studerade vid Trinity College, försökte sig på både politik och juridik visade han aldrig några drag av den enorma begåvning båda hans föräldrar haft. Han var sin mor varmt tillgiven, och när han lämnade universitetet flyttade han tillbaka hem till henne.

### Mary Shelleys sista år och död
Åren 1840 och 1842 reste mor och son tillsammans ner på kontinenten. Dess resor beskriver Mary Shelley i Rambles in Germany and Italy in 1840, 1842 and 1843 (utgiven år 1844). År 1844 dog slutligen Sir Timothy Shelley vid 90 års ålder, "han föll från stjälken som en vissen blomma", skrev Mary. För första gången var hon och hennes son därmed ekonomiskt oberoende, även om det visade sig att arvet var mindre än de hade hoppats.
Vid mitten av 1840-talet utsattes Mary Shelley för tre separata utpressningsförsök. År 1845 hotade en italiensk emigrant med att publicera brev hon skrivit till honom. En av hennes sons vänner mutade då en polis till att beslagta italienarens alla papper, inklusive dessa brev som därefter brändes. Kort därefter köpte Mary brev hon själv och Percy skrivit av en man som utgav sig för att vara Byrons illegitime son. År 1845 sökte också Percys kusin, Thomas Medwin, upp henne och sade sig ha skrivit en biografi över Percy som skulle dra skam över hans minne. Han erbjöd sig att låta bli att publicera, om Mary gav honom 250 pund, men Mary Shelley vägrade.
År 1848 gifte sig Percy Florence med Jane Gibson St John. Äktenskapet blev lyckligt, och Mary Shelley och Jane tyckte om varandra. Mary bodde hos sin son och sonhustru på Field Place, Sussex, vilket var familjen Shelleys fädernehem. Hon följde även med dem på resor utomlands.
Mary Shelleys sista år försvårades av en serie sjukdomar. Från år 1839 led hon av huvudvärk och tillfälliga anfall av förlamning i olika delar av kroppen, vilka ibland hindrade henne från att läsa och skriva. Den 1 februari 1851 dog hon i London vid 53 års ålder till följd av vad hennes läkare trodde var en hjärntumör. Enligt Jane Shelley hade Mary Shelley bett om att få bli begravd bredvid sin mor och far, men Percy och Jane som tyckte illa om deras gravplats valde istället att låta gräva upp deras kvarlevor och begrava dem bredvid Mary i Bournemouth där de nu bodde. När precis ett år gått efter Marys död öppnade Percy och Jane hennes sekretär. Där fann de några lockar av hennes döda barns hår, en anteckningsbok hon delat med sin make, en kopia av hans dikt Adonis samt ett litet paket innehållande lite av askan efter Percy och en del av hans hjärta.

## Motivkretsar, influenser och berättarteknik
Mary Shelley levde ett litterärt liv. Hennes far uppmuntrade hennes skrivartalang, bland annat genom att lära henne att skriva vackra brev, och hennes favoritsysselsättning som barn var att skriva berättelser. Alla hennes barndomsalster försvann när hon rymde med Percy Shelley 1814, och inget av hennes återstående manuskript kan dateras före detta år. Hennes första publicerade verk antas vara  Mounseer Nongtongpaw vilket är en samling komiska verser skrivna för Godwins Juvenile Library när hon var tio och ett halvt år. Hennes dikt står dock under en annan författares namn i den senaste samlingsutgåvan av hennes verk. Percy Shelley uppmuntrade entusiastiskt hennes skrivande: ”Redan från första början var min man väldigt angelägen att jag skulle visa mig värdig min härkomst, och skriva in mig i berömmelsens bok. Han försökte alltid sporra mig att uppnå litterär ryktbarhet.”

### Romaner

#### Självbiografiska element
Delar av Mary Shelleys romaner tolkas ofta som maskerade omskrivningar av hennes liv. I synnerhet har kritiker pekat på det återkommande far-dotter-motivet som bevis på detta självbiografiska drag. Exempel på detta är den vanligt förekommande tolkningen av Matilda (1820) där de tre karaktärerna identifieras som Mary Shelley, William Godwin och Percy Shelley. Mary Shelley erkände att hon baserat sina huvudpersoner i The Last Man på sin italienska cirkel. Lord Raymond, som lämnar Europa för att slåss för Grekland och som dör i Konstantinopel, är baserad på Lord Byron; utopisten Adrian, Earl of Windsor, som leder sina anhängare i sökandet efter det förlorade paradiset och som dör när hans båt går under i en storm, är ett skönlitterärt porträtt av Percy Bysse Shelley. I sin recension av Godwins roman Cloudesley (1830), skrev hon dock att hon inte trodde på tesen att författare ”endast kopierade från sina hjärtan”. William Godwin ansåg att hans dotters karaktärer var typer snarare än porträtt från det levande livet. Några moderna kritiker såsom Patricia Clemit och Jane Blumberg, har intagit samma ståndpunkt och tar avstånd från en självbiografisk läsning av Mary Shelleys verk.

#### Romangenrer
Mary Shelley använde sig av tekniker hämtade från många romangenrer, i synnerhet från Godwins romaner, Walter Scotts nya historiska roman och den gotiska romanen. Den Godwinska romanen, som blev populär på 1790-talet genom Godwins Caleb Williams (1794), ”använde sig av den rousseauianska bekännelsens form för att kontrastera relationen mellan jaget och samhället”. Frankenstein utforskar flera av de teman och stilistiska konstgrepp som återfinns i Godwins roman, men Mary Shelley kritiserar de upplysningsideal som Godwin upphöjer i sina verk. I The Last Man använder Shelley sig av den filosofiska formen från Godwins romaner för att påvisa den ultimata meningslösheten i världen. Medan Godwins romaner hade visat hur rationella individer sakteliga kunde förändra samhället, visade The Last Man och Frankenstein på individens bristande kontroll över historien.
Mary Shelley använder sig av den historiska romanens form för att kommentera könens relationer. Romanen Valperga är till exempel en feministisk version av Walter Scotts traditionellt manliga genre. Genom att föra in kvinnor i berättelsen som inte är historiskt belagda kan Shelley ifrågasätta teologiska och politiska institutioner. Mary Shelleys manliga huvudpersons tvångsmässiga girighet ställs i direkt kontrast till det kvinnliga alternativet: förstånd och sensibilitet. I Shelleys andra historiska roman, Perkin Warbeck, symboliserar Lady Gordon värden som vänskap, familjeliv och jämställdhet. Genom henne erbjuder Shelley ett feministiskt alternativ till den manliga maktpolitik som förstör den manlige huvudpersonen. Romanen utmanar den historiska berättelsens såtillvida att Shelleys roman är en historisk berättelse som inkluderar, snarare än skildrar, händelser som rör männens värld.

### Genusperspektivet
I och med att det under 1970-talet blev vanligt att bedriva litteraturkritik ur ett feministiskt perspektiv  började Mary Shelleys verk, i synnerhet Frankenstein, dra till sig mer uppmärksamhet bland akademikerna. Forskare med en feministisk eller psykoanalytisk synvinkel blev i hög grad ansvariga för Shelleys återupptäckt som författare. Ellen Moers var en av de första att hävda att Shelleys förlust av sitt barn var en avgörande inspiration till att skriva Frankenstein. Hon menar att romanen är en "födelsemyt", där Shelley försöker förlika sig med att både ha orsakat sin egen mors död och att ha förlorat sitt barn. Enligt Moers handlar berättelsen om "vad som händer när en man försöker få ett barn utan en kvinna ... Frankenstein handlar i grund och botten om motsättningarna mellan naturligt och onaturlig reproduktion". Victor Frankensteins misslyckande som förälder i romanen har tolkats som ett uttryck för den ångest som är förknippad med graviditet, förlossning och moderskap.
Sandra Gilbert och Susan Gubar argumenterar i sin bok The Madwoman in the Attic (1979) för att i Frankenstein i synnerhet försöker Shelley följa upp, och svara på, den manliga litterära tradition som tidigare representerats av till exempel  John Miltons Det förlorade paradiset. Deras tolkning är att Shelley bekräftar den maskulina traditionen, inklusive det könsförtryck som är en del av den, samtidigt som hon  " på ett fördolt sätt introducerar fantasier om jämställdhet som då och då får utbrott i monstruösa bilder av vrede". Mary Poovey ser den första utgåvan av Frankenstein som en del av ett större mönster i Shelleys författarskap, som inleds med försök att bekräfta sig själv genom sin litteratur och som avslutas i mer traditionell femininitet. Poovey menar att Frankensteins många parallella berättelseteman möjliggör för Shelley att leva ut sin konstnärliga personlighet på flera plan; hon kan därmed "uttrycka och gestalta sig själv samtidigt". Shelleys rädsla för att hävda sig själv avspeglas i Frankensteins öde, då han straffas för sin egoism genom att förlora sina kopplingar till hemmet.
Feministiska litteraturvetare fokuserar ofta på hur själva författarskapet, särskilt detta med ett kvinnligt författarskap, representeras i, och av, Shelleys romaner.  Som den framstående experten på Shelleys författarskap Anne K. Mellor påpekar, använder sig Shelley av ett nygotiskt uttryck inte bara för att utforska den undertryckta kvinnliga sexualiteten utan även för att "censurera sina egna uttalanden" i Frankenstein. Enligt Poovey och Mellor ville Shelley inte framhäva sin egen författarpersonlighet utan kände sig djupt otillräcklig som författare, vilket "ledde till att hon skapade påhittade abnorma, perverterade och destruktiva skepnader".
Det fokus på familjens roll i samhället, och kvinnans roll i familjen, som Shelley har i sina verk är en hyllning till "feminina känslor och medkänsla", och hon antyder att det civila samhället skulle vara förlorat utan dem. Shelley var  "absolut hängiven samarbetets etik, ömsesidigt beroende och självuppoffring". I Lodore, till exempel så beskriver huvudtemat inte huvudkaraktärens öde, utan hans hustrus och döttrars, efter att han dödats i en duell i slutet av den första delen av romanen. Han lämnar därmed sin familj i juridiska, sociala och ekonomiska problem som de kvinnliga karaktärerna får lösa. Romanen behandlar politiska och ideologiska frågor, särskilt intresserar den sig för kvinnors utbildning och sociala status. Den skärskådar den patriarkala kulturen som höll könen åtskilda och gjorde kvinnor beroende av män. En annan expert på Shelley, Betty T. Bennett menar att "Romanen förespråkar en paradigm av jämställd utbildning för kvinnor och män, som skulle föra med sig både social rättvisa och en andlig och intellektuell beredskap att handskas med livets oundvikliga problem". Dock är Falkner den enda av Shelleys romaner där hjältinnan triumferar. Romanens läsart är att när de kvinnliga värderingarna får besegra den våldsamma och destruktiva maskuliniteten kan männen bli fria att uttrycka "sina bättre jags medlidande, sympati och generositet".

### Upplysningen och romantiken

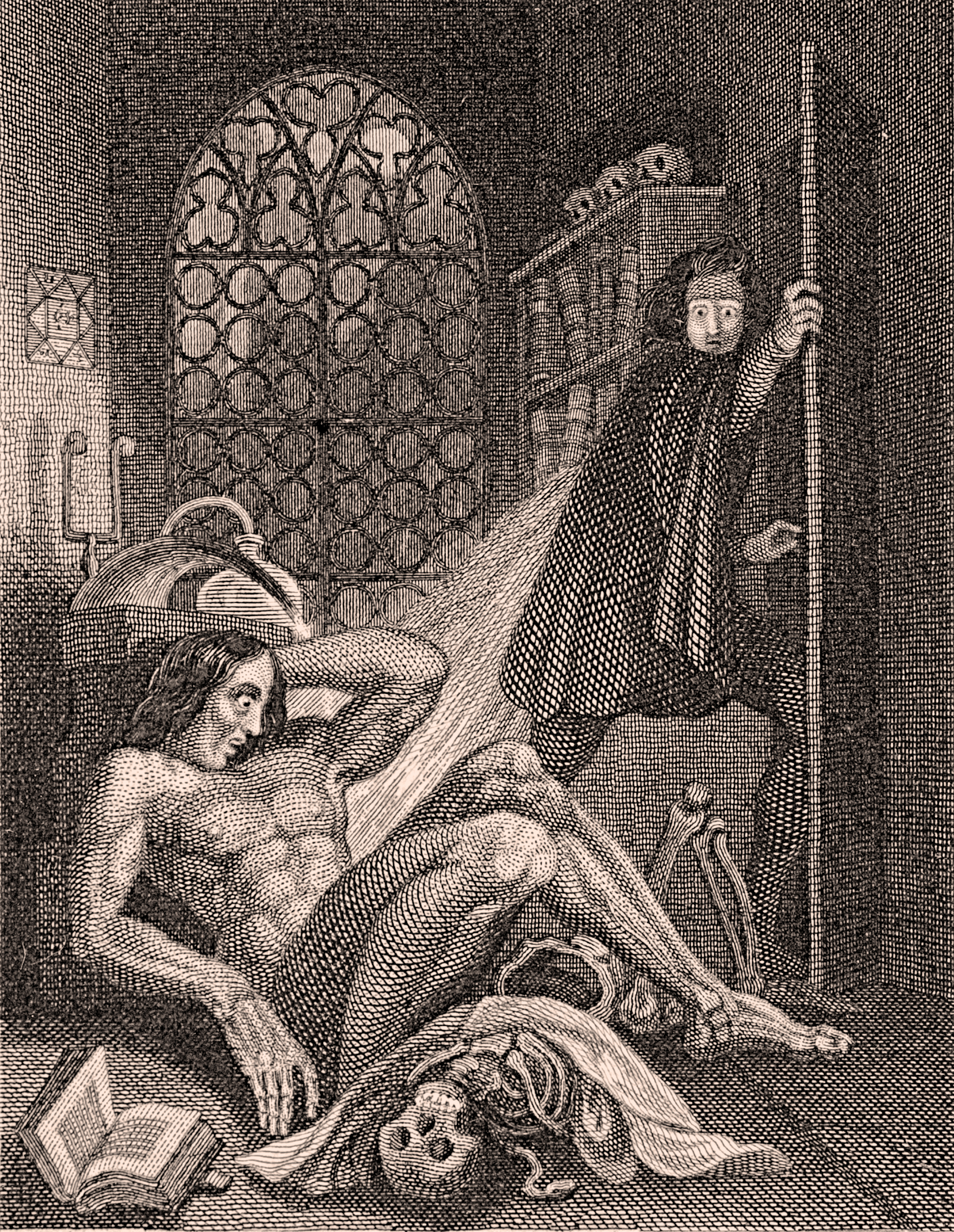
Titelsidan till Frankenstein av Theodor von Holst, en av de första illustrationerna till romanen.

Frankenstein blandar liksom många andra gotiska romaner från tidsperioden avståndstagande i objekten med spekulativa och provocerande teman. Hellre än att fokusera på alla vändningar i historien understryker man protagonistens mentala och moraliska kamp. Shelley fyller texten med sin egen form av politiserad romantik, en som ställer sig kritisk till den traditionella romantikens individualism och egoism. Victor Frankenstein för tankarna till Satan i Det förlorade paradiset,  han gör uppror mot traditionen, han skapar liv och han formar sitt eget öde. Dessa drag porträtteras inte som något positivt, utan som Blumberg påpekar: "hans omedgörliga ambition är ett självbedrägeri, förklädd till en jakt på sanningen".  Han måste överge sin familj för att fullfölja sitt öde.
Mary Shelley trodde på Upplysningen och dess idéer om att människor kan förbättra samhället genom att utöva politiskt ansvar., men hon fruktade att politik som utövades utan ansvar skulle leda till kaos. I praktiken kritiserar hon i sina romaner 1700-talets tänkare som liksom hennes föräldrar trodde att man verkligen skulle kunna åstadkomma en sådan förändring. Frankensteins monster till exempel läser böcker om radikala idéer men den kunskap han får från den är i slutänden meningslös. Shelleys verk avslöjar att hon i grund och botten var mindre optimistisk än Godwin och Wollstonecraft, hon saknar övertygelsen att människan någonsin skulle kunna bli perfekt.
Som litteraturvetaren Kari Lokke skriver: "The Last Man, ännu mer än Frankenstein, bildar genom sitt ifrågasättande av mänskligheten som universums mittpunkt, av vårt privilegierade förhållande till resten av naturen, en grundläggande och profetisk utmaning av västvärldens humanism". I synnerhet Shelleys paralleller till vad världen betraktade som en misslyckad fransk revolution, och de radikala filosofernas syn på densamma, utmanar upplysningens övertygelse om att gemensamma ansträngningar oundvikligen leder till utveckling. Precis som i Frankenstein åstadkommer Shelley i denna roman en fullständigt desillusionerad kommentar till revolutionseran, som leder till ett slutgiltigt avståndstagande från hennes generations progressiva ideal. Inte enbart förkastar hon upplysningens politiska ideal, hon förnekar också romantikens tes att den poetiska eller litterära fantasin kan erbjuda ett alternativ.

### Politik
Litteraturvetare har tills helt nyligen brukat hänvisa till Lodore och Falkner som bevis på att Shelley successivt blev alltmer politiskt konservativ. År 1984 fick Mary Poovey stort genomslag med sin tes att Shelleys reformivrande idéer alltmer kom att fokuseras på hennes privata sfär, hennes familjeliv. Poovey hävdar att Mary Shelley skrev Falkner för att analysera sin egen tudelade inställning till faderns kombination av liberal radikalism och strikta krav på att man skulle följa samhällets regler och normer. Mellor instämmer i stort sett i detta och menar att "Mary Shelley baserade sin alternativa politiska ideologi på visionen av den fridfulla, kärleksfulla, borgerliga familjen. Underförstått stödde hon därmed den konservativa drömmen om gradvis, evolutionär utveckling." Denna vision tillät kvinnor att befinna sig i den offentliga sfären, men den bar också med sig det inneboende könsförtryck som fanns i den borgerliga familjen.
Senare har dock dessa tidigare slutsatser blivit ifrågasatta. Till exempel hävdar Bennett att Shelleys verk visar på en aldrig upphörande tro på romantikens idealism och hopp om politiska reformer. och Jane Blumbergs studie kring Shelleys tidiga romaner argumenterar för att det inte så enkelt går att dela in hennes karriär i en radikal och en konservativ fas.  Hon menar att "Shelley var aldrig en övertygad politisk radikal som hennes make, och hennes livsstil senare i livet var varken plötsligt påkommen eller ett svek. Hon utmanade de facto sin egen cirkels politiska och litterära inflytande redan i sitt allra första verk." Utifrån detta argument kan man se Shelleys tidiga verk som hennes sätt att utmana Godwins och Percy Shelleys politiska radikalism. Victor Frankensteins "tanklösa förnekande av familjen" till exempel ses som ett bevis på Shelleys ständiga fokus på den privata sfären.

### Noveller

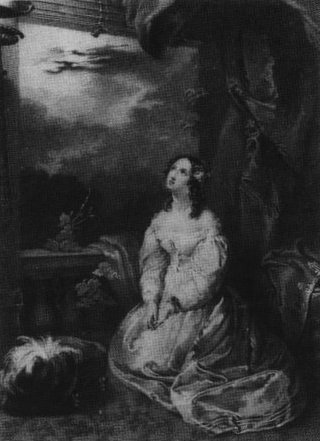
Shelley skrev ofta berättelser som skulle passa till förgjorda illustrationer i presentböcker, såsom denna år 1830.

På 1820- och 30-talen hände det ofta att Mary Shelley författade berättelser för presentböcker och tidningsmagasin. Hon skrev till exempel sexton noveller åt tidningen The Keepsake, som var inbunden i siden och hade guldkantade blad, och vars målgrupp var medelklassens kvinnor. Mary Shelleys arbeten i den här genren har beskrivits som "litterär hötorgskonst" Litteraturvetaren Charlotte Sussman pekar å andra sidan på att andra framstående författare från samma tidsperiod, till exempel poeterna  William Wordsworth och Samuel Taylor Coleridge också skrev för denna lukrativa marknad. Hon förklarar att tidningsmagasinen "var en stor litterär genre under 1820- och 1830-talen", och bland dessa tidningar var The Keepsake den mest framgångsrika.
Många av Shelleys berättelser utspelar sig i tider och på platser som var avlägsna från det tidiga 1800-talets England, såsom Grekland och Henrik IV av Frankrikes regeringstid. Shelley intresserade sig speciellt för "den individuella identitetens bräcklighet" och försökte ofta återge hur "en persons uppgift i världen kan förändras i grunden till följd av känslomässiga stormar, eller på grund av övernaturliga händelser som speglar ett inre tumult". I hennes berättelser kopplas kvinnans värde till hennes kortvariga attraktionskraft på äktenskapsmarknaden, medan mannens identitet kan bevaras och utvecklas genom pengarnas betydelse. Även om Mary Shelley skrev tjugoen noveller åt tidningar mellan åren 1823 och 1839 betraktade hon alltid sig själv som romanförfattare. Hon skrev till vännen Leigh Hunt att "Jag skriver dåliga artiklar som gör att jag känner mig olycklig – men jag tänker ge mig i kast med att skriva en roman och hoppas att dess rena vatten kan hjälpa mig bli av med tidningarnas gyttja".

### Reseskildringar
När Mary Godwin och Percy Shelley rymde till Frankrike sommaren 1814 började de föra en gemensam dagbok som de publicerade 1817 med titeln History of a Six Weeks' Tour. I denna utgåva hade de även med fyra brev, två av dem var, från deras vistelse i Genève 1816, och även Percy Shelleys dikt Mont Blanc. Verket hyllar ungdomlig kärlek och politisk idealism, och följer i spåren av Mary Wollstonecraft och andra som tidigare använt sig av reseskildringen som form för att föra fram filosofiska idéer. Bokens perspektiv är filosofiskt och reformvänligt, snarare än det konventionella för reseskildringar. Särskilt skildras politikens och krigens samhälleliga effekter i Frankrike. Breven paret skrev på sin andra resa skildrar och analyserar de "stora och extraordinära händelser" som äger rum i samband med att Napoleon I besegras vid Waterloo efter sina "hundra dagars återkomst" år 1815. De utforskar även Genèvesjöns och Mont Blancs filosofiska sublimitet på ett sätt som för tankarna till Petrarca och arvet efter Jean-Jacques Rousseau.
Den sista boken av längre format som Mary Shelley skrev, i form av en samling brev, publicerades 1844 med titeln Rambles in Germany and Italy in 1840, 1842 and 1843. Häri beskrevs de resor hon gjort tillsammans med sonen Percy Florence och hans vänner från universitetet. I detta verk följer Mary i sin mors fotspår, då formatet mycket liknar det som Mary Wollstonecraft använde i Letters Written in Sweden, Norway, and Denmark och som Mary Shelley tidigare använt sig av i A History of a Six Weeks' Tour Hon använder här sina egna definitioner av begreppen känsla och sympati för att beskriva både ett faktiskt och ett politiskt landskap. För Shelley är det enda sättet att bygga ett bättre samhälle att skapa sympatiska kopplingar mellan folk och individer: "kunskap, upplysning, att befria sinnet från destruktiva fördomar – en vidare cirkel av sympati för våra medmänniskor – däri ligger nyttan med att resa". Mellan kommentarer om landskap och utsikter, kultur och "människorna, särskilt ur politisk synvinkel", använder hon sig av reseskildringens form för att analysera sin egen roll som änka och mor, och för att göra reflexioner kring den revolutionära nationalismen i Italien. Hon berättar även om sina "pilgrimsfärder" till platser hon associerar till Percy Shelley. Enligt litteraturvetaren Clarissa Orr tjänar Mary Shelleys anammande av en roll som förkroppsligar det filosofiska moderskapet till att ge Rambles en unik form av prosadikt, med "döden och minnet" som centrala teman. Samtidigt tar Shelley ställning för ett jämlikt samhälle, mot monarkin, klasskillnader, slaveri och krig.

### Biografier
Mellan åren 1832 och 1839 skrev Mary Shelley en mängd biografier över kända italienska, spanska, portugisiska och franska män och även några kvinnor åt Dionysius Lardners Lives of the Most Eminent Literary and Scientific Men. Detta verk hade tillkommit för att svara på medelklassens växande efterfråga på bildande litteratur. Fram tills att dessa essäer återutgavs 2002 hade ingen större uppmärksamhet ägnats denna del av hennes produktion. Det ska dock sägas att det är svårt att helt säkert säga vem som skrivit vad i detta samlingsverk. Shelley använde sig i dessa biografier av en narrativ teknik som blivit populär inom genren under 1700-talet och som inspirerats av Samuel Johnson. Tekniken innebar att man kombinerar andrahandskällor och memoarer med anekdoter och kommentarer från författaren.
Shelley använde sig av biografiskrivandet för att "skaffa mig en utbildning i hur man studerar historiefilosofi". och även för att "ge lektioner". Det är viktigt att lägga märke till att dessa "lektioner" ofta innehöll kritik mot patriarkala institutioner. Shelley betonar företeelser som familj, hem, romantik, sympati och medlidande när hon beskriver människor. Hennes övertygelse att kraften från dessa är vad som kan åstadkomma varaktiga förbättringar av samhället förbinder hennes biografiska text med den som användes av tidiga feministiska historiker såsom Mary Hays och Anna Jameson. Dessa essäer kom i samlingsverket att ges ut i över 4 000 exemplar, vilket kan jämföras med hennes romaner som oftast trycktes i hundratal per utgåva. Detta innebar att hennes biografiska essäers föresats att  befordra den kvinnliga historieskrivningens sociala agenda" blev ett av Shelleys mest inflytelserika politiska inlägg.

### Redaktionellt arbete
En kort tid efter Percy Shelleys död bestämde sig Mary Shelley för att skriva en biografi över honom. I ett brev daterat den 17 november 1822 skriver hon: "Jag ska skriva boken om hans liv... och på så sätt sysselsätta mig själv med det enda som kan skänka mig tröst". Hon förbjöds dock av sin svärfar, sir Timothy Shelley, att göra detta. Mary började arbeta med att befordra Percys verk och förstärka hans rykte som poet genom att publicera samlingsverket Posthumous Poems 1824. År 1839, samtidigt som hon skrev biografiska artiklar, började hon förbereda en nyutgåva av hans samlade dikter. Denna utgåva kom att bli vad litteraturvetaren Susan J. Wolfson kallar "den händelse som helgonförklarade Percy Shelley". Påföljande år redigerade Mary Shelley en sammanställning av sin makes essäer, brev, översättningar och textfragment, och hon fortsatte sedan under hela 1830-talet att väcka en bredare publik för hans poesi genom att låta trycka utvalda dikter i tidskriften The Keepsake.
Ett sätt för Mary Shelley att kringgå sin svärfars förbud mot en biografi var att i dessa samlingar och nyutgåvor bifoga kommentarer och anekdoter som tillät henne att smyga in biografiskt material. "Jag ska rättfärdiga hans gärningar" tillkännagav hon 1824, "Jag ska göra honom älskad för all framtid." Det var detta mål, menar Blumberg, som föranledde henne att presentera Percys verk för allmänheten på det mest "populära sättet hon kunde komma på". För att skräddarsy hans verk för den viktorianska smaken lät hon framställa Percy Shelley som en romantisk poet, snarare än en radikal, politisk poet. Som Mary Favret skriver: "Den förandligade Percy blev en bild av poesins själva själ". Mary lyckades utmåla Percys politiska radikalism som en form av sentimentalitet, i det hon hävdade att hans republikanska sympatier härstammade från medlidande med nödlidande människor. Hon såg till att föra fram romantiska anekdoter som beskrev hans välvilja, hans kärlek till familjen och till naturen. Hon beskrev också hur hon själv, i rollen som hans "praktiska musa" hade föreslagit förbättringar i texterna medan han skrev.
Trots att hon var så känslomässigt engagerad, visade sig Mary Shelley vara en kunnig och professionell redaktör. Hon försökte få fram en korrekt kronologi för alla hans texter genom att studera hans slarviga, ibland otydbara, anteckningsböcker, och hon inkluderade dikter såsom Epipsychidion som han skrivit till Emilia Viviani, trots att hon egentligen själv hade velat utelämna den. Hon tvingades dock acceptera vissa kompromisser, och som Blumberg påpekar har hon av senare litteraturvetare anklagats för att ha manipulerat Percys verk genom misstolkningar, urval och felskrivningar för att framställa poeten som något han inte var. I princip ville Mary Shelley att varje ord hennes make skrivit skulle publiceras. men hon fann att detta var omöjligt, både med tanke på förläggarnas krav och med tanke på läsekretsens moraliska normer. Till exempel tog hon bort de ateistiska antydningarna i dikten Queen Mab i den första utgåvan. När hon sedan lät dem vara med i den andra blev förläggaren åtalad och fälld för hädelse, även om inget straff utdömdes. Mary Shelleys censur föranledde kritik från Percy Shelleys tidigare umgängeskrets, och kritiker anklagade henne bland annat för okunnig selektivitet. Hennes anteckningar har ändå förblivit en viktig källa för dem som studerar Percy Shelleys författarskap. Som Bennet uttrycker det: "biografiskrivare och litteraturvetare är överens om att Mary Shelleys arbete med att se till att Percys verk fick den uppmärksamhet hon ansåg att de förtjänade var den största enskilda kraft som bidrog till att hans rykte etablerades under en tid då hans livsverk annars hade riskerat att falla i glömska".

## Eftermäle

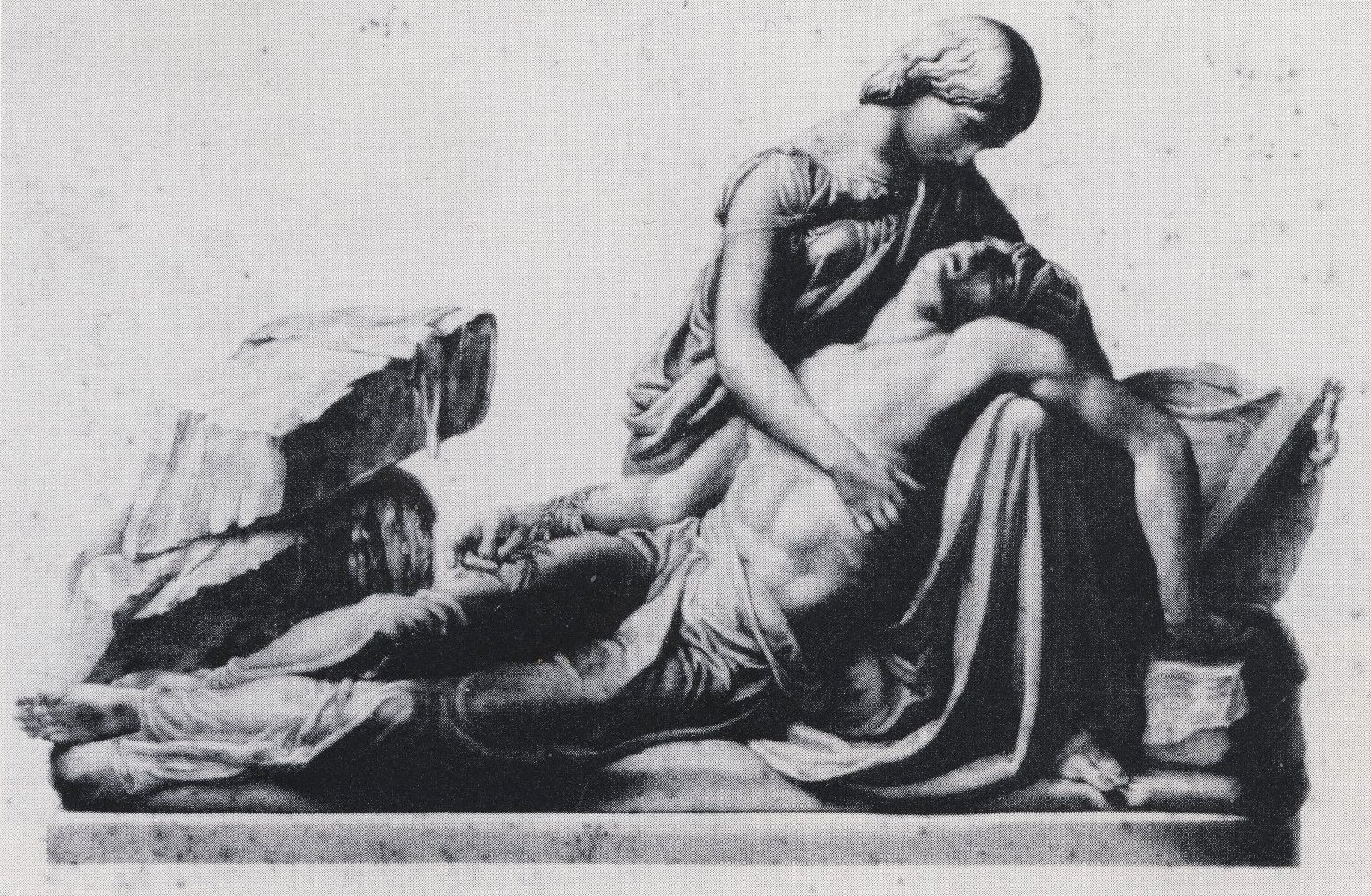
Gravyr av George Stodart efter ett monument över Mary och Percy Shelley av Henry Weekes (1853)

Mary Shelley bemöttes med respekt som författare under sin egen livstid, även om kritiker ofta missade hennes texters politiska undertoner. Efter sin död blev hon dock främst ihågkommen som Percy Shelleys hustru och för ett enda verk – Frankenstein. När hennes brev publicerades 1945 skriver till och med redaktören Frederick Jones i förordet att "en samling som den som här föreligger kunde knappast rättfärdigas av brevens allmänna kvalitet eller av Mary Shelleys betydelse som författare. Det är som hustru till Percy Bysshe Shelley som hon väcker vårt intresse". Denna inställning hade inte försvunnit 1980 då Betty T. Bennett publicerade den första kompletta utgåvan av Mary Shelleys brev. Hon förklarar att "Faktum är att Mary Shelley ända till nyligen betraktats som en produkt. Först en produkt av sina föräldrar, William Godwin och Mary Wollstonecraft, och sedan av sin man, Percy Shelley" Inte förrän Emily Sunsteins Mary Shelley: Romance and Reality kom ut 1989 hade det funnits någon fullödig, akademisk avhandling om Mary Shelleys liv och författarskap.
Mary Shelleys sons försök att "viktorianisera" hennes minne genom att censurera det material hon lämnade efter sig bidrog till att eftervärlden bildade sig uppfattningen att Mary Shelley varit en konventionell författare i högre grad än vad hennes texter faktiskt låter oss förstå. Hennes egna metoder att popularisera Percy Shelleys verk, och hennes tendens att undvika offentliga debatter under senare år bidrog till denna uppfattning. Kommentarer från medlemmar av Percy Shelleys umgängeskrets gick också ofta ut på att nedvärdera Mary Shelleys radikalism. Trelawnys Records of Shelley, Byron, and the Author (1878) till exempel hyllade Percy Shelley på bekostnad av Marys insatser, då han ifrågasatte hennes intelligens och till och med att hon verkligen var upphovsman till Frankenstein. Lady Shelley, Percy Florence hustru, svarade på dessa anklagelser genom att 1882 låta publicera en privat utgåva av en brevsamling hon ärvt med titeln Shelley and Mary.
Ända sedan man först skrev om Frankenstein för scenen har det blivit vanligt att ny publik först möter Mary Shelleys verk genom iscensättningar. Den första filmatiseringen kom  1910, sedan gjordes den klassiska versionen av James Whale 1931, uppföljd av till exempel Mel Brooks Young Frankenstein 1974 och Kenneth Branaghs Mary Shelley's Frankenstein 1994. Under 1900-talet kom Mary Shelley att betraktas som en "en-romans författare" snarare än som den yrkesskribent hon var. Flera av hennes verk har inte kommit i nyutgåvor förrän under de allra senaste åren, vilket har hindrat publiken att lära känna hela hennes produktion. De senaste decennierna har dock nästan samtliga hennes texter kommit ut i nya utgåvor, vilket bidragit till uppvärderingen av hennes författarskap. Hennes studievanor och kunskaper, som de framstår av hennes anteckningar och brev, kan nu bättre uppskattas. Hennes egen uppfattning om sig själv som författare har också uppmärksammats: "Jag tror att jag kan försörja mig genom mitt skrivande, och jag inspireras av den tanken". Litteraturvetare och forskare anser idag att Mary Shelley är en av de största romantiska författarna och att hon är betydelsefull på grund av sina litterära verk samt sin offentliga röst som liberal kvinna.